# Каутский, Бенедикт

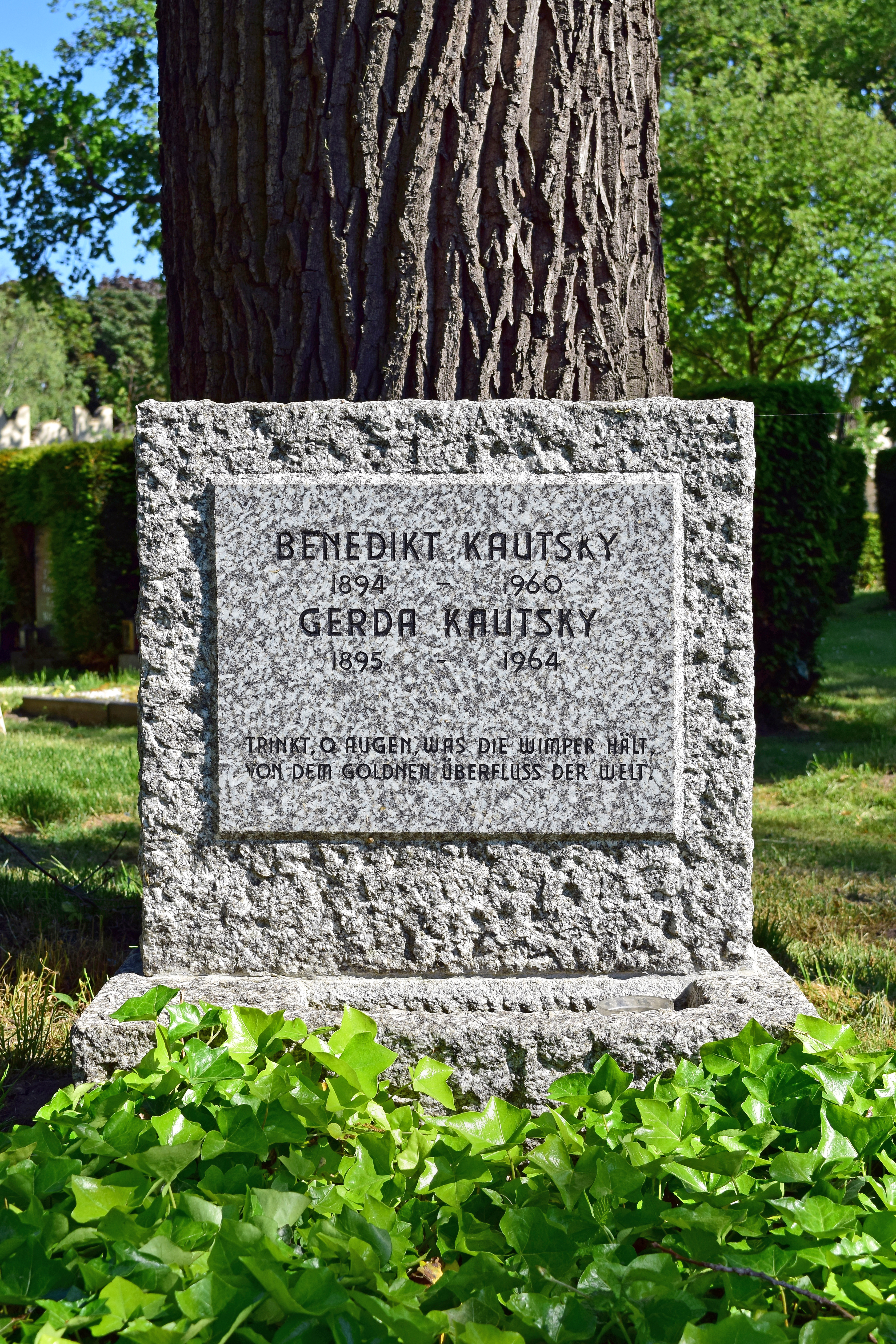
Могила Бенедикта Каутского

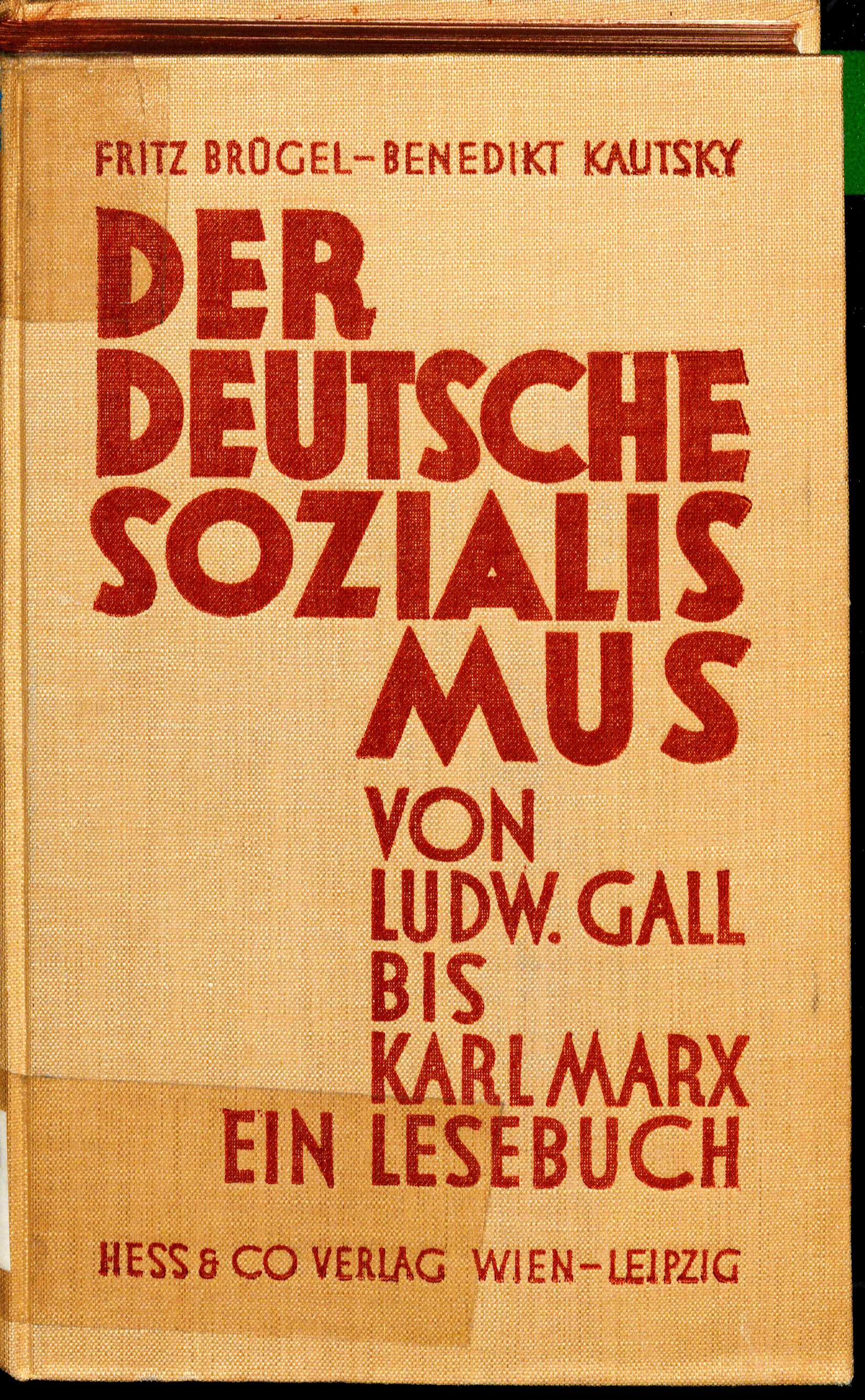
Брюгель, Фриц, Бенедикт Каутский (ред.): Немецкий социализм от Людвига Галля до Карла Маркса. Hess & Co., Вена, 1931

Бенедикт Каутский (нем. Benedikt Kautsky; 1 ноября 1894, Штутгарт, Германия, — 1 апреля 1960, Вена, Австрия) — австро-немецкий экономист и социал-демократический политический деятель. Сын Карла и Луизы Каутских.

## Биография
Родился в 1894 году. В 1918 году во время Первой мировой войны дезертировал из австро-венгерской армии. В 1912—1920 годах был секретарём Отто Бауэра, а в 1921—1938 годах — секретарём венской рабочей палаты (с 1923 года также являлся ответственным редактором журнала Arbeit und Wirtschaft). Сотрудничал в различных изданиях. В мае 1938 года, после присоединения Австрии к Германии, был арестован. Три месяца он провел в концлагере Дахау, откуда был переведён в Бухенвальд. В октябре 1942 года его перевели в Освенцим, где он работал на строительстве завода IG Farben.
Позднее Каутский был возвращён в Бухенвальд. Там, наряду с Германом Бриллем и Эрнстом Тапе, он принадлежал к социал-демократам, которые совместно с коммунистами и христианскими демократами в феврале 1944 года создали в Бухенвальде нелегальный «Комитет Народного фронта». Также он был среди подписавших Бухенвальдский манифест от 16 апреля 1945 года.
В апреле 1945 года был освобождён из Бухенвальда.
После войны в 1945—1950 годах Каутский жил в Цюрихе. В 1950—1958 годах он работал сначала приват-доцентом в Грацском университете, а затем преподавателем Экономической школы Отто Мёбеса в Граце; также вступил в Социалистическую партию Австрии (СПА). В 1958 году Каутский временно исполнял обязанности генерального директора банковского объединения Creditanstalt.
В том же году стал соавтором программы СПА, а в 1959 году — Годесбергской программы Социал-демократической партии Германии.
16 марта 1960 года по инициативе Каутского состоялась первая встреча австрийских социал-демократических экономистов, впоследствии оформившихся в «Рабочий кружок доктора Бенедикта Каутского» (нем. Arbeitskreis Dr. Benedikt Kautsky). 1 апреля того же года Каутский скончался.
Урна с прахом Каутского захоронена в зиммерингском колумбарии (участок 1, кольцевая дорога 3, группа 2, № 74).
С 2002 года Социал-демократический союз лиц с высшим образованием, интеллектуалов и деятелей искусств (нем. Bund Sozialdemokratischer Akademikerinnen und Akademiker, Intellektueller, Künstlerinnen und Künstler) Граца присуждает премию Бенедикта Каутского в области экономики.

## Сочинения
- Zur Geschichte der Theorie vom fixen und zirkulierenden Kapital // Jahrbuch der Dissertationen der Philosophischen Fakultät Berlin 1919—1920. — Berlin, 1921. — S. 169—175.
- Wirtschaftsprobleme der Gegenwart. Gewerkschaftskommission Deutschösterreichs. — Wien: Arbeit und Wirtschaft, 1923.
- Karl Marx: Das Kapital. Kritik der politischen Ökonomie. Im Zusammenhang ausgewählt und eingeleitet von Benedikt Kautsky. — Leipzig: Kröner, 1929.
- Reparationen und Rüstungen. — Wien: Hess, 1931.
- Willst du Marxist werden? Kleiner Wegweiser durch die sozialistische Literatur. — Wien: Wiener Volksbuchhandlung, 1933.
- Deutschland und England vor dem Weltkrieg. Historische Parallelen. — Wien: Thalia, 1936.
- Luise Kautsky zum Gedenken. Nachrufe von Friedrich Adler und Oda Lerda-Olberg. Berichte aus Amsterdam, Annie van Scheltema, aus Birkenau, Dr. med. Lucie Adelsberger. Briefe aus und über Buchenwald von B. K. — New York: Willard, 1945.
- Teufel und Verdammte. Erfahrungen und Erkenntnisse aus sieben Jahren in deutschen Konzentrationslagern. — Zürich: Büchergilde Gutenberg, 1946.
- Morden und Stehlen // Auschwitz. Zeugnisse und Berichte. — 2. rev. Aufl. — Köln: EVA, 1979. — ISBN 3-434-00411-4.